# Road Fighter
Road Fighter (ロードファイター?, Rōdo Faitā) è un simulatore di guida arcade edito da Konami nel 1984, primo videogioco di corse automobilistiche sviluppato dalla software house giapponese. Vi si pilota una vettura per una serie di livelli sorpassando le altre auto in corsa senza urtarle, affinché possa tagliare il vero e proprio traguardo situato nell'ultimo livello.
Il titolo venne convertito per l'home computer MSX e la console NES, entrambi usciti sia in Giappone che in Europa. Ebbe un successore spiriturale, Konami GT (1986), e due diretti seguiti, Midnight Run: Road Fighter 2 (1995) e Winding Heat (1996). Nel 2010 uscì solo in Giappone un ulteriore sequel intitolato Road Fighters.

## Modalità di gioco
Da una sopraelevata visuale il giocatore guida una Chevrolet Corvette rossa lungo una strada a scorrimento verso l'alto, ricca di strettoie e tratti inclinati, prestando attenzione ai veicoli transitanti che, con i loro frequenti cambi di corsia, la ostacolano nei sorpassi. Eccetto nelle conversioni, le quali sono impostate su di una corsa libera la cui difficoltà viene selezionata prima dell'inizio della partita, nella arcade vi è un obiettivo preciso del gioco: vincere la gara arrivando primo partendo dalla quarantesima posizione, al fine di ottenere il tempo migliore complessivo. Il game over avviene quando il pieno di benzina a disposizione esaurisce.
Premendo il pulsante B la velocità del bolide aumenta fino a 196 km/h, però con l'altro (la A) l'incremento sarà più rapido, a un massimo di 400 km/h. La vettura ha una quantità limitata di carburante (indicata da una barra a base di tacche) e può essere ricaricata durante la sessione toccando delle speciali automobili multicolore. Qualora si scontrasse con qualsiasi altra macchina o scivolasse sulle chiazze d'olio che appaiono di tanto in tanto sul tracciato, andrà in testacoda e, se non ridirezionata in tempo, potrebbe schiantarsi contro le barriere laterali, causando la perdita di determinate tacche. Lo stesso carburante viene perso anche alla collisione contro un autocarro.
Il numero dei livelli presenti in Road Fighter differisce a seconda delle sue versioni. Infatti sono sei sia nell'originale arcade che su MSX, mentre su NES soltanto quattro; una volta completati si riparte dal primo livello. Le ambientazioni vanno dalle pianure erbose a un ponte sull'acqua fino ad arrivare a una spiaggia, alle montagne e infine in un'area forestale.
Infine, se il giocatore avanza fino a un certo punto del livello senza schiantarsi riceve un punteggio bonus maggiore, nel momento in cui sullo schermo vede sorvolare Konami Man (questa caratteristica è assente solo nella versione MSX).

## Accoglienza
In Giappone, Game Machine indicò Road Fighter nel numero di gennaio del 1985 come videogioco arcade di maggior successo del mese.

## Emulazioni
Road Fighter nella sua emuzazione dell'originale arcade appare incluso rispettivamente in Konami Arcade Classics, pubblicato in sala giochi come Konami 80 nel 1998 e per PlayStation nel 1999, e in Konami Classics Series: Arcade Hits per Nintendo DS nel 2007. La stessa fu resa disponibile il 24 marzo 2010 sul servizio Game Room di Microsoft per Xbox 360 e per PC con sistema operativo Windows.